# Выборы в Законодательное собрание Свердловской области (2011)
Выборы в Законодательное Собрание Свердловской области прошли 4 декабря 2011 года, одновременно с выборами в Государственную думу РФ. В связи с изменением Устава Свердловской области в 2011 году упраздняется деление Законодательного собрания на две палаты — Палату Представителей и Областную думу. Новый парламент будет однопалатным и состоять из 50 депутатов.
Выборы проходили по смешанной системе — 25 депутатов избраны по одномандатным территориальным округам, остальные 25 — по партийным спискам, разбитым на общеобластную часть и 25 территориальных групп (совпадающих с территориальными округами).

## Участники выборов в Областную думу
В выборах имели право участвовать региональные отделения всех 7 политических партий, зарегистрированных в России: «Единая Россия», КПРФ, ЛДПР, «Справедливая Россия», «Яблоко», «Патриоты России», «Правое дело». Однако «Патриоты России» и «Яблоко» участвовать в региональных выборах отказались.

### Общие результаты
| Партия                      | Партия                     | Лидеры общеобластного списка                                                   | По единому списку | По единому списку | По единому списку | Мандатов по одномандатным округам | Мандатов всего | % от числа избранных депутатов |
| Партия                      | Партия                     | Лидеры общеобластного списка                                                   | Подано голосов    | Доля голосов      | Мандатов          | Мандатов по одномандатным округам | Мандатов всего | % от числа избранных депутатов |
|                             | Единая Россия              | Игошев Борис Михайлович Чечунова Елена Валерьевна Чернецкий Аркадий Михайлович | 590 266           | 33,12 %           | 9                 | 20                                | 29             | 58 %                           |
|                             | Справедливая Россия        | Бурков Александр Леонидович Перский Георгий Михайлович                         | 486 737           | 27,31 %           | 7                 | 2                                 | 9              | 18 %                           |
|                             | КПРФ                       | Шадрин Дмитрий Игоревич Кукушкина Елена Михайловна Коньков Владимир Андреевич  | 310 970           | 17,45 %           | 5                 | 3                                 | 8              | 16 %                           |
|                             | ЛДПР                       | Жириновский Владимир Вольфович                                                 | 282 823           | 15,87 %           | 4                 | -                                 | 4              | 8 %                            |
| Заградительный барьер — 7 % |                            |                                                                                |                   |                   |                   |                                   |                |                                |
|                             | Правое дело                | Рявкин Александр Юрьевич Рявкин Сергей Юрьевич Копылов Александр Иванович      | 63 004            | 3,54 %            | -                 | -                                 | -              | -                              |
| Недействительные бюллетени  | Недействительные бюллетени | Недействительные бюллетени                                                     | 48 237            |                   |                   |                                   |                |                                |
| Всего:                      | Всего:                     | Всего:                                                                         | 1 782 037         | 100,00 %          | 25                | 25                                | 50             | 100 %                          |

Явка избирателей: 50,97 % (на выборах по партийным спискам)

### Территориальные округа

#### Алапаевский одномандатный избирательный округ № 1
Территории: Артёмовский городской округ, Муниципальное образование город Алапаевск, Туринский городской округ, Муниципальное образование Алапаевское, Махнёвское муниципальное образование.

##### Партийные списки (только первый кандидат)
| Партия                     | Партия                     | Лидер окружного списка        | Голоса | % голосов | Место среди окружных групп |
| -------------------------- | -------------------------- | ----------------------------- | ------ | --------- | -------------------------- |
|                            | Единая Россия              | Иванов Максим Анатольевич     | 27 668 | 40,15 %   | 4                          |
|                            | Справедливая Россия        | Капранов Михаил Анатольевич   | 14 680 | 21,56 %   | 24                         |
|                            | КПРФ                       | Беспалов Сергей Григорьевич   | 12 018 | 17,44 %   | 13                         |
|                            | ЛДПР                       | Сазанов Сергей Александрович  | 9760   | 14,16 %   | 23                         |
|                            | Правое дело                | Мельникова Надежда Николаевна | 2653   | 3,85 %    | 7                          |
| Недействительные бюллетени | Недействительные бюллетени | Недействительные бюллетени    | 1949   |           |                            |
| Всего голосов:             | Всего голосов:             | Всего голосов:                | 68 908 | 100,00 %  |                            |

Явка избирателей: 48,14 %.

##### Одномандатный избирательный округ
| Партия                     | Партия                     | Кандидат                     | Голоса | % голосов |
| -------------------------- | -------------------------- | ---------------------------- | ------ | --------- |
|                            | Единая Россия              | Исаков Олег Юрьевич          | 36 768 | 53,69 %   |
|                            | Справедливая Россия        | Ларионов Андрей Владимирович | 10 059 | 14,69 %   |
|                            | КПРФ                       | Котлова Екатерина Ивановна   | 9992   | 14,59 %   |
|                            | ЛДПР                       | Саутин Иван Иванович         | 6658   | 9,72 %    |
|                            | самовыдвижение             | Катрашов Сергей Борисович    | 1876   | 2,74 %    |
| Недействительные бюллетени | Недействительные бюллетени | Недействительные бюллетени   | 3135   |           |
| Всего голосов:             | Всего голосов:             | Всего голосов:               | 68 488 | 100,00 %  |

Явка избирателей: 47,90 %.

#### Асбестовский одномандатный избирательный округ № 2
Территории: Асбестовский городской округ, городской округ Сухой Лог, часть Режевского городского округа, городской округ Рефтинский, Малышевский городской округ

##### Партийные списки (только первый кандидат)
| Партия                     | Партия                     | Лидер окружного списка        | Голоса | % голосов | Место среди окружных групп |
| -------------------------- | -------------------------- | ----------------------------- | ------ | --------- | -------------------------- |
|                            | Единая Россия              | Козлов Юрий Алексеевич        | 25 261 | 34,93 %   | 10                         |
|                            | Справедливая Россия        | Ладыгин Дмитрий Александрович | 18 830 | 26,04 %   | 17                         |
|                            | ЛДПР                       | Зубарев Михаил Валерьевич     | 13 443 | 18,59 %   | 1                          |
|                            | КПРФ                       | Бельков Дмитрий Иванович      | 10 128 | 14,00 %   | 24                         |
|                            | Правое дело                | Коротовских Юлия Николаевна   | 2739   | 3,79 %    | 8                          |
| Недействительные бюллетени | Недействительные бюллетени | Недействительные бюллетени    | 1918   |           |                            |
| Всего голосов:             | Всего голосов:             | Всего голосов:                | 72 319 | 100,00 %  |                            |

Явка избирателей: 48,91 %.

##### Одномандатный избирательный округ
| Партия                     | Партия                     | Кандидат                     | Голоса | % голосов |
| -------------------------- | -------------------------- | ---------------------------- | ------ | --------- |
|                            | Единая Россия              | Чепиков Сергей Владимирович  | 31 488 | 43,76 %   |
|                            | Справедливая Россия        | Соколов Александр Николаевич | 22 592 | 31,40 %   |
|                            | ЛДПР                       | Жилин Олег Игоревич          | 14 343 | 19,93 %   |
| Недействительные бюллетени | Недействительные бюллетени | Недействительные бюллетени   | 3531   |           |
| Всего голосов:             | Всего голосов:             | Всего голосов:               | 71 594 | 100,00 %  |

Явка избирателей: 48,73 %.
Выдвигались, но не прошли процедуру регистрации:
- Коптяев Владимир Андреевич (самовыдвижение) — отказ в регистрации (недостаточное количество подписей)
- Калинкин Михаил Николаевич (самовыдвижение) — выбыл по личному заявлению
- Рявкин Сергей Юрьевич (Правое Дело) — отказ в регистрации (недостаточное количество подписей)
- Хакимянов Рафаил Рафаелович (самовыдвижение) — выбыл в связи с непредоставлением документов

#### Белоярский одномандатный избирательный округ № 3
Территории: Белоярский городской округ, часть Октябрьского района муниципального образования «город Екатеринбург», городской округ Заречный, Каменский городской округ, часть города Каменска-Уральского, часть городского округа Богданович, городской округ Верхнее Дуброво

##### Партийные списки (только первый кандидат)
| Партия                     | Партия                     | Лидер окружного списка     | Голоса | % голосов | Место среди окружных групп |
| -------------------------- | -------------------------- | -------------------------- | ------ | --------- | -------------------------- |
|                            | Единая Россия              | Гаффнер Илья Владимирович  | 22 813 | 38,96 %   | 5                          |
|                            | Справедливая Россия        | Кочев Евгений Анатольевич  | 13 164 | 22,48 %   | 22                         |
|                            | ЛДПР                       | Буторов Дмитрий Михайлович | 9301   | 15,88 %   | 11                         |
|                            | КПРФ                       | Вегнер Вячеслав Михайлович | 9256   | 15,81 %   | 20                         |
|                            | Правое дело                | Борисов Андрей Дмитриевич  | 2489   | 4,25 %    | 4                          |
| Недействительные бюллетени | Недействительные бюллетени | Недействительные бюллетени | 1531   |           |                            |
| Всего голосов:             | Всего голосов:             | Всего голосов:             | 58 554 | 100,00 %  |                            |

Явка избирателей: 48,81 %.

##### Одномандатный избирательный округ
| Партия                     | Партия                     | Кандидат                     | Голоса | % голосов |
| -------------------------- | -------------------------- | ---------------------------- | ------ | --------- |
|                            | Единая Россия              | Павлов Анатолий Иванович     | 22 133 | 38,82 %   |
|                            | Справедливая Россия        | Антониади Валерий Георгиевич | 11 646 | 20,43 %   |
|                            | КПРФ                       | Вегнер Вячеслав Михайлович   | 10 330 | 18,12 %   |
|                            | ЛДПР                       | Процык Богдан Иванович       | 7827   | 13,73 %   |
|                            | самовыдвижение             | Чикишев Андрей Петрович      | 2157   | 3,78 %    |
| Недействительные бюллетени | Недействительные бюллетени | Недействительные бюллетени   | 2920   |           |
| Всего голосов:             | Всего голосов:             | Всего голосов:               | 57 013 | 100,00 %  |

Явка избирателей: 47,68 %.

#### Богдановичский одномандатный избирательный округ № 4
Территории: Талицкий городской округ, часть городского округа Богданович, Камышловский городской округ, муниципальное образование Камышловский муниципальный район, Пышминский городской округ

##### Партийные списки (только первый кандидат)
| Партия                     | Партия                     | Лидер окружного списка        | Голоса | % голосов | Место среди окружных групп |
| -------------------------- | -------------------------- | ----------------------------- | ------ | --------- | -------------------------- |
|                            | Единая Россия              | Быков Андрей Анатольевич      | 28 298 | 42,06 %   | 1                          |
|                            | Справедливая Россия        | Пургин Антон Александрович    | 14 867 | 22,09 %   | 23                         |
|                            | ЛДПР                       | Мошнов Алексей Александрович  | 9921   | 14,74 %   | 20                         |
|                            | КПРФ                       | Стихин Вадим Владимирович     | 9778   | 14,53 %   | 22                         |
|                            | Правое дело                | Соболев Георгий Александрович | 2911   | 4,33 %    | 3                          |
| Недействительные бюллетени | Недействительные бюллетени | Недействительные бюллетени    | 1513   |           |                            |
| Всего голосов:             | Всего голосов:             | Всего голосов:                | 67 288 | 100,00 %  |                            |

Явка избирателей: 50,40 %.

##### Одномандатный избирательный округ
| Партия                     | Партия                     | Кандидат                       | Голоса | % голосов |
| -------------------------- | -------------------------- | ------------------------------ | ------ | --------- |
|                            | Единая Россия              | Бабушкина Людмила Валентиновна | 34 108 | 51,19 %   |
|                            | Справедливая Россия        | Пургин Антон Александрович     | 17 438 | 26,17 %   |
|                            | КПРФ                       | Стихин Вадим Владимирович      | 6606   | 9,91 %    |
|                            | ЛДПР                       | Мирсаев Артур Дамирович        | 4935   | 7,41 %    |
|                            | самовыдвижение             | Казыханов Рустэм Мухаметович   | 1345   | 2,02 %    |
| Недействительные бюллетени | Недействительные бюллетени | Недействительные бюллетени     | 2201   |           |
| Всего голосов:             | Всего голосов:             | Всего голосов:                 | 66 633 | 100,00 %  |

Явка избирателей: 50,08 %.
Выдвинуты, но не прошли процедуру регистрации:
- Ремезов Дмитрий Николаевич (самовыдвижение) — выбыл, по личному заявлению

#### Верхнепышминский одномандатный избирательный округ № 5
Территории: городской округ Верхняя Пышма, Березовский городской округ, городской округ Среднеуральск, часть Орджоникидзевского района муниципального образования «город Екатеринбург»

##### Партийные списки (только первый кандидат)
| Партия                     | Партия                     | Лидер окружного списка          | Голоса | % голосов | Место среди окружных групп |
| -------------------------- | -------------------------- | ------------------------------- | ------ | --------- | -------------------------- |
|                            | Единая Россия              | Мамаева Надежда Витальевна      | 22 207 | 31,33 %   | 17                         |
|                            | Справедливая Россия        | Карапетян Армен Эминович        | 20 715 | 29,23 %   | 5                          |
|                            | КПРФ                       | Файфер Игорь Николаевич         | 11 884 | 16,77 %   | 17                         |
|                            | ЛДПР                       | Кекуль Евгений Петрович         | 11 723 | 16,54 %   | 8                          |
|                            | Правое дело                | Назмутдинов Владимир Степанович | 2421   | 3,42 %    | 12                         |
| Недействительные бюллетени | Недействительные бюллетени | Недействительные бюллетени      | 1931   |           |                            |
| Всего голосов:             | Всего голосов:             | Всего голосов:                  | 70 881 | 100,00 %  |                            |

Явка избирателей: 51,10 %.

##### Одномандатный избирательный округ
| Партия                     | Партия                     | Кандидат                        | Голоса | % голосов |
| -------------------------- | -------------------------- | ------------------------------- | ------ | --------- |
|                            | Единая Россия              | Артемьева Галина Николаевна     | 27 505 | 40,00 %   |
|                            | Справедливая Россия        | Самойлов Алексей Юрьевич        | 14 520 | 21,11 %   |
|                            | ЛДПР                       | Патрикеев Анатолий Владимирович | 12 026 | 17,49 %   |
|                            | КПРФ                       | Файфер Игорь Николаевич         | 11 121 | 16,17 %   |
| Недействительные бюллетени | Недействительные бюллетени | Недействительные бюллетени      | 3598   |           |
| Всего голосов:             | Всего голосов:             | Всего голосов:                  | 68 770 | 100,00 %  |

Явка избирателей: 50,05 %.
Выдвинуты, но не прошли процедуру регистрации:
- Дудко Николай Андреевич (самовыдвижение) — выбыл в связи с непредоставлением документов
- Козлова Наталья Алексеевна (самовыдвижение) — выбыл в связи с непредоставлением документов

#### Верх-Исетский одномандатный избирательный округ № 6
Территории: Верх-Исетский район муниципального образования «город Екатеринбург»

##### Партийные списки (только первый кандидат)
| Партия                     | Партия                     | Лидер окружного списка          | Голоса | % голосов | Место среди окружных групп |
| -------------------------- | -------------------------- | ------------------------------- | ------ | --------- | -------------------------- |
|                            | Справедливая Россия        | Филиппов Илья Александрович     | 25 737 | 31,43 %   | 4                          |
|                            | Единая Россия              | Никифоров Анатолий Владимирович | 23 795 | 29,06 %   | 20                         |
|                            | КПРФ                       | Бобров Максим Борисович         | 14 708 | 17,96 %   | 9                          |
|                            | ЛДПР                       | Торощин Игорь Андреевич         | 11 776 | 14,38 %   | 22                         |
|                            | Правое дело                | Подковыркин Андрей Васильевич   | 3379   | 4,13 %    | 5                          |
| Недействительные бюллетени | Недействительные бюллетени | Недействительные бюллетени      | 2488   |           |                            |
| Всего голосов:             | Всего голосов:             | Всего голосов:                  | 81 883 | 100,00 %  |                            |

Явка избирателей: 50,71 %.

##### Одномандатный избирательный округ
| Партия                     | Партия                     | Кандидат                        | Голоса | % голосов |
| -------------------------- | -------------------------- | ------------------------------- | ------ | --------- |
|                            | Единая Россия              | Никифоров Анатолий Владимирович | 25 476 | 34,36 %   |
|                            | Справедливая Россия        | Тихонов Дмитрий Борисович       | 16 366 | 22,07 %   |
|                            | самовыдвижение             | Белянова Элеонора Александровна | 13 619 | 18,37 %   |
|                            | КПРФ                       | Зыков Роман Алексеевич          | 9402   | 12,68 %   |
|                            | ЛДПР                       | Торощин Игорь Андреевич         | 6498   | 8,76 %    |
| Недействительные бюллетени | Недействительные бюллетени | Недействительные бюллетени      | 2778   |           |
| Всего голосов:             | Всего голосов:             | Всего голосов:                  | 74 139 | 100,00 %  |

Явка избирателей: 47,38 %.
Выдвинуты, но не прошли процедуру регистрации:
- Кезик Вячеслав Николаевич (самовыдвижение) — отказ в регистрации (недостаточное количество подписей)

#### Железнодорожный одномандатный избирательный округ № 7
Территории: Железнодорожный район муниципального образования «город Екатеринбург», часть Орджоникидзевского района муниципального образования «город Екатеринбург»

##### Партийные списки (только первый кандидат)
| Партия                     | Партия                     | Лидер окружного списка        | Голоса | % голосов | Место среди окружных групп |
| -------------------------- | -------------------------- | ----------------------------- | ------ | --------- | -------------------------- |
|                            | Справедливая Россия        | Норицин Александр Николаевич  | 20 692 | 29,13 %   | 7                          |
|                            | Единая Россия              | Гаращенко Анатолий Петрович   | 19 671 | 27,69 %   | 21                         |
|                            | КПРФ                       | Альшевских Андрей Геннадьевич | 15 436 | 21,73 %   | 3                          |
|                            | ЛДПР                       | Шмелёв Александр Борисович    | 10 813 | 15,22 %   | 15                         |
|                            | Правое дело                | Мишунин Леонид Викторович     | 2203   | 3,10 %    | 19                         |
| Недействительные бюллетени | Недействительные бюллетени | Недействительные бюллетени    | 2226   |           |                            |
| Всего голосов:             | Всего голосов:             | Всего голосов:                | 71 041 | 100,00 %  |                            |

Явка избирателей: 49,73 %.

##### Одномандатный избирательный округ
| Партия                     | Партия                     | Кандидат                      | Голоса | % голосов |
| -------------------------- | -------------------------- | ----------------------------- | ------ | --------- |
|                            | КПРФ                       | Альшевских Андрей Геннадьевич | 24 770 | 36,52 %   |
|                            | Единая Россия              | Гаращенко Анатолий Петрович   | 18 384 | 27,11 %   |
|                            | Справедливая Россия        | Потапов Эдуард Владимирович   | 15 158 | 22,35 %   |
|                            | самовыдвижение             | Ильин Юрий Павлович           | 6331   | 9,34 %    |
| Недействительные бюллетени | Недействительные бюллетени | Недействительные бюллетени    | 3174   |           |
| Всего голосов:             | Всего голосов:             | Всего голосов:                | 67 817 | 100,00 %  |

Явка избирателей: 47,96 %.

#### Кировский одномандатный избирательный округ № 8
Территории: часть Кировского района муниципального образования «город Екатеринбург», часть Орджоникидзевского района муниципального образования «город Екатеринбург»

##### Партийные списки (только первый кандидат)
| Партия                     | Партия                     | Лидер окружного списка       | Голоса | % голосов | Место среди окружных групп |
| -------------------------- | -------------------------- | ---------------------------- | ------ | --------- | -------------------------- |
|                            | Справедливая Россия        | Ушаков Геннадий Владимирович | 25 960 | 35,85 %   | 1                          |
|                            | Единая Россия              | Порунов Евгений Николаевич   | 18 035 | 24,91 %   | 24                         |
|                            | КПРФ                       | Козлов Михаил Викторович     | 13 202 | 18,23 %   | 7                          |
|                            | ЛДПР                       | Хаткевич Герман Фёдорович    | 10 655 | 14,72 %   | 21                         |
|                            | Правое дело                | Боровик Евгений Михайлович   | 2541   | 3,51 %    | 10                         |
| Недействительные бюллетени | Недействительные бюллетени | Недействительные бюллетени   | 2012   |           |                            |
| Всего голосов:             | Всего голосов:             | Всего голосов:               | 72 405 | 100,00 %  |                            |

Явка избирателей: 50,60 %.

##### Одномандатный избирательный округ
| Партия                     | Партия                     | Кандидат                         | Голоса | % голосов |
| -------------------------- | -------------------------- | -------------------------------- | ------ | --------- |
|                            | Единая Россия              | Ковпак Игорь Иванович            | 20 320 | 29,53 %   |
|                            | Справедливая Россия        | Бондарев Дмитрий Игоревич        | 20 299 | 29,49 %   |
|                            | КПРФ                       | Воронов Константин Александрович | 10 825 | 15,73 %   |
|                            | самовыдвижение             | Ушаков Анатолий Николаевич       | 7629   | 11,08 %   |
|                            | ЛДПР                       | Лебедев Сергей Александрович     | 7172   | 10,42 %   |
| Недействительные бюллетени | Недействительные бюллетени | Недействительные бюллетени       | 2578   |           |
| Всего голосов:             | Всего голосов:             | Всего голосов:                   | 68 823 | 100,00 %  |

Явка избирателей: 48,61 %.
Выдвинуты, но не прошли процедуру регистрации:
- Ионин Евгений Александрович (самовыдвижение) — выбыл в связи с непредоставлением документов
- Потеряев Валерий Елизарович (самовыдвижение) — отказ в регистрации (недействительные и недостоверные подписи)

#### Ленинский (город Екатеринбург) одномандатный избирательный округ № 9
Территории: Ленинский район муниципального образования «город Екатеринбург»

##### Партийные списки (только первый кандидат)
| Партия                     | Партия                     | Лидер окружного списка        | Голоса | % голосов | Место среди окружных групп |
| -------------------------- | -------------------------- | ----------------------------- | ------ | --------- | -------------------------- |
|                            | Справедливая Россия        | Жуковская Галина Алексеевна   | 22 893 | 33,31 %   | 3                          |
|                            | Единая Россия              | Шаймарданов Наиль Залилович   | 17 947 | 26,11 %   | 22                         |
|                            | КПРФ                       | Горбунов Александр Генрихович | 12 678 | 18,45 %   | 5                          |
|                            | ЛДПР                       | Безденежных Антон Юрьевич     | 10 173 | 14,80 %   | 19                         |
|                            | Правое дело                | Климов Евгений Валентинович   | 2997   | 4,36 %    | 2                          |
| Недействительные бюллетени | Недействительные бюллетени | Недействительные бюллетени    | 2043   |           |                            |
| Всего голосов:             | Всего голосов:             | Всего голосов:                | 68 731 | 100,00 %  |                            |

Явка избирателей: 51,87 %.

##### Кандидаты в одномандатном округе
| Партия                     | Партия                     | Кандидат                       | Голоса | % голосов |
| -------------------------- | -------------------------- | ------------------------------ | ------ | --------- |
|                            | Единая Россия              | Марчевский Анатолий Павлович   | 24 781 | 37,72 %   |
|                            | Справедливая Россия        | Жуковский Андрей Александрович | 16 688 | 25,40 %   |
|                            | КПРФ                       | Горбунов Александр Генрихович  | 11 060 | 16,83 %   |
|                            | ЛДПР                       | Еремин Сергей Иванович         | 7081   | 10,78 %   |
|                            | самовыдвижение             | Петров Дмитрий Дмитриевич      | 3591   | 5,47 %    |
| Недействительные бюллетени | Недействительные бюллетени | Недействительные бюллетени     | 2504   |           |
| Всего голосов:             | Всего голосов:             | Всего голосов:                 | 65 705 | 100,00 %  |

Явка избирателей: 50,90 %.

#### Октябрьский одномандатный избирательный округ № 10
Территории: часть Октябрьского района муниципального образования «город Екатеринбург», часть Кировского района муниципального образования «город Екатеринбург»

##### Партийные списки (только первый кандидат)
- Единая Россия: Максин Сергей Валерьевич
- ЛДПР: Шантарин Владимир Игоревич
- КПРФ: Орлов Александр Сергеевич
- Справедливая Россия: Караваев Александр Александрович
- Правое дело: Болдырев Владимир Иванович

##### Кандидаты в одномандатном округе
- Кудря Константин Евстафьевич (КПРФ)
- Зяблицев Евгений Геннадьевич (Справедливая Россия)
- Харитонова Марина Павловна (Единая Россия)
- Субботин Константин Сергеевич (ЛДПР)

Выдвинуты, но не прошли процедуру регистрации:
- Волков Леонид Михайлович (самовыдвижение) — снят Верховным Судом РФ за большое количество недостоверных подписей
- Дегтярев Виктор Сергеевич (самовыдвижение) — выбыл в связи с непредоставлением документов

#### Орджоникидзевский одномандатный избирательный округ № 11
Территории: часть Орджоникидзевского района муниципального образования «город Екатеринбург»

##### Партийные списки (только первый кандидат)
- Единая Россия: Исаханян Геворк Анушаванович
- ЛДПР: Волков Иван Павлович
- КПРФ: Фамиев Нафик Ахнафович
- Справедливая Россия: Данилов Игорь Николаевич
- Правое дело: Санников Андрей Юрьевич

##### Кандидаты в одномандатном округе
- Романовский Эдуард Давыдович (Единая Россия)
- Фамиев Нафик Ахнафович (КПРФ)
- Данилов Игорь Николаевич (Справедливая Россия)
- Волков Иван Павлович (ЛДПР)

Выдвинуты, но не прошли процедуру регистрации:
- Лавров Игорь Леонидович (самовыдвижение) — выбыл в связи с непредоставлением документов

#### Чкаловский одномандатный избирательный округ № 12
Территории: часть Чкаловского района муниципального образования «город Екатеринбург»

##### Партийные списки (только первый кандидат)
- Единая Россия: Савельев, Валерий Борисович
- ЛДПР: Лисин Семён Геннадьевич
- КПРФ: Денисов Валерий Геннадьевич
- Справедливая Россия: Ионин Дмитрий Александрович
- Правое дело: Глинских Людмила Владимировна

##### Кандидаты в одномандатном округе
- Свалов Алексей Германович (самовыдвижение)
- Денисов Валерий Геннадьевич (КПРФ)
- Савельев, Валерий Борисович (Единая Россия)
- Ионин Дмитрий Александрович (Справедливая Россия)
- Демьянов Эдуард Иванович (ЛДПР)

#### Ирбитский одномандатный избирательный округ № 13
Территории: Тавдинский городской округ, Муниципальное образование город Ирбит, Ирбитское муниципальное образование, Тугулымский городской округ, Байкаловский муниципальный район, Слободо-Туринский муниципальный район, Таборинский муниципальный район

##### Партийные списки (только первый кандидат)
- Единая Россия: Трескова Елена Анатольевна
- ЛДПР: Курсов Михаил Васильевич
- КПРФ: Камянчук Александр Витальевич
- Справедливая Россия: Мурзин Андрей Владимирович
- Правое дело: Куликов Виктор Александрович

##### Кандидаты в одномандатном округе
- Дворников Андрей Владимирович (самовыдвижение)
- Камянчук Александр Витальевич (КПРФ)
- Шептий Виктор Анатольевич (Единая Россия)
- Герасименко Владимир Леонидович (Справедливая Россия)
- Тверитинов Геннадий Владимирович (ЛДПР)

#### Каменский одномандатный избирательный округ № 14
Территории: часть города Каменска-Уральского

##### Партийные списки (только первый кандидат)
- Единая Россия: Астахов Михаил Семенович
- ЛДПР: Субботин Константин Сергеевич
- КПРФ: Бурдуков Евгений Геннадьевич
- Справедливая Россия: Завьялов Дмитрий Вячеславович
- Правое дело: Иванов Владислав Валерьевич

##### Кандидаты в одномандатном округе
- Аверинский Валерий Николаевич (КПРФ)
- Бадак Елена Сергеевна (самовыдвижение)
- Якимов Виктор Васильевич (Единая Россия)
- Луньков Михаил Алексеевич (ЛДПР)
- Завьялов Дмитрий Вячеславович (Справедливая Россия)

Выдвинуты, но не прошли процедуру регистрации:
- Гусев Алексей Сергеевич (самовыдвижение) — выбыл в связи с непредоставлением документов
- Ивановский Анатолий Петрович (самовыдвижение) — отказ в регистрации (недостаточное количество подписей)

#### Кировградский одномандатный избирательный округ № 15
Территории: Новоуральский городской округ, Кировградский городской округ, городской округ Верхний Тагил, часть Невьянского городского округа, городской округ Верх-Нейвинский

##### Партийные списки (только первый кандидат)
- Единая Россия: Машков Владимир Николаевич
- ЛДПР: Сизов Денис Васильевич
- КПРФ: Красничкова Юлия Васильевна
- Справедливая Россия: Ярулин Олег Мансурович
- Правое дело: Трусков Олег Юрьевич

##### Кандидаты в одномандатном округе
- Красничкова Юлия Васильевна (КПРФ)
- Никитин Владимир Федорович (Единая Россия)
- Шеховцов Алексей Валентинович (Справедливая Россия)
- Сизов Денис Васильевич (ЛДПР)

Выдвинуты, но не прошли процедуру регистрации:
- Лобанов Юрий Дмитриевич (Правое дело) — отказ в регистрации (недостаточное количество подписей)

#### Краснотурьинский одномандатный избирательный округ № 16
Территории: городской округ Краснотурьинск, Североуральский городской округ, городской округ Карпинск, Ивдельский городской округ, Волчанский городской округ, городской округ Пелым

##### Партийные списки (только первый кандидат)
- Единая Россия: Сухов Анатолий Петрович
- ЛДПР: Фёдоров Максим Михайлович
- КПРФ: Бисеров Роман Владимирович
- Справедливая Россия: Фролов Юрий Николаевич
- Правое дело: Кравченко Константин Валерьевич

##### Кандидаты в одномандатном округе
- Ковальковский Сергей Борисович (самовыдвижение)
- Бисеров Роман Владимирович (КПРФ)
- Сухов Анатолий Петрович (Единая Россия)
- Фролов Юрий Николаевич (Справедливая Россия)
- Дунаев Борис Михайлович (ЛДПР)

#### Красноуральский одномандатный избирательный округ № 17
Территории: городской округ «Город Лесной», Кушвинский городской округ, Качканарский городской округ, городской округ Красноуральск, городской округ Верхняя Тура

##### Партийные списки (только первый кандидат)
- Единая Россия: Гришин Виктор Васильевич
- ЛДПР: Костылев Дмитрий Валерьевич
- КПРФ: Даутов Габбас Фанзовиевич
- Справедливая Россия: Комар Анатолий Васильевич
- Правое дело: Петросян Гриша Алексанович

##### Кандидаты в одномандатном округе
- Канисев Иван Иванович (КПРФ)
- Давыдов Николай Михайлович (самовыдвижение)
- Косарев Николай Петрович (Единая Россия)
- Неустроев Александр Геннадьевич (самовыдвижение)
- Мельникова Людмила Петровна (Справедливая Россия)
- Купцов Виктор Николаевич (ЛДПР)

Выдвинуты, но не прошли процедуру регистрации:
- Кияткин Павел Михайлович (самовыдвижение) — отказ в регистрации (недействительные и недостоверные подписи)

#### Красноуфимский одномандатный избирательный округ № 18
Территории: городской округ Красноуфимск, Артинский городской округ, Муниципальное образование Красноуфимский округ, часть Нижнесергинского муниципального района, Шалинский городской округ, Ачитский городской округ, Бисертский городской округ

##### Партийные списки (только первый кандидат)
- Единая Россия: Терешков Владимир Андреевич
- ЛДПР: Петров Алексей Тимурович
- КПРФ: Белоносов Евгений Александрович
- Справедливая Россия: Галиев Альберт Нурхаметович
- Правое дело: Колесников Сергей Михайлович

##### Кандидаты в одномандатном округе
- Абзалов Альберт Феликсович (Единая Россия)
- Галиев Альберт Нурхаметович (Справедливая Россия)
- Петров Алексей Тимурович (ЛДПР)
- Белоносов Евгений Александрович (КПРФ)

Выдвинуты, но не прошли процедуру регистрации:
- Бурханов Раиф Салахатинович (самовыдвижение) — выбыл по личному заявлению

#### Дзержинский одномандатный избирательный округ № 19
Территории: часть Дзержинского района города Нижний Тагил, Верхнесалдинский городской округ, городской округ Нижняя Салда, часть Горноуральского городского округа

##### Партийные списки (только первый кандидат)
- Единая Россия: Рощупкин Владимир Николаевич
- ЛДПР: Иванов Иван Геральдович
- КПРФ: Кубасов Алексей Михайлович
- Справедливая Россия: Рычагов Андрей Вячеславович
- Правое дело: Лобанов Юрий Дмитриевич

##### Кандидаты в одномандатном округе
- Чапурин Никита Анатольевич (КПРФ)
- Рощупкин Владимир Николаевич (Единая Россия)
- Пергун Владимир Иванович (Справедливая Россия)
- Морозов Олег Викторович (ЛДПР)

#### Ленинский (город Нижний Тагил) одномандатный избирательный округ № 20
Территории: часть Ленинского района города Нижний Тагил, часть Горноуральского городского округа, часть Дзержинского района города Нижний Тагил, городской округ ЗАТО Свободный

##### Партийные списки (только первый кандидат)
- Единая Россия: Погудин Вячеслав Викторович
- ЛДПР: Ряпасов Максим Владимирович
- КПРФ: Пудовкин Сергей Игоревич
- Справедливая Россия: Коновалов Александр Львович
- Правое дело: Быкова Юлия Владимировна

##### Кандидаты в одномандатном округе
- Варакина Людмила Владимировна (самовыдвижение)
- Пудовкин Сергей Игоревич (КПРФ)
- Ряпасов Максим Владимирович (ЛДПР)
- Коновалов Александр Львович (Справедливая Россия)
- Погудин Вячеслав Викторович (Единая Россия)

#### Тагилстроевский одномандатный избирательный округ № 21
Территории: Тагилстроевский район города Нижний Тагил, часть Невьянского городского округа, часть Режевского городского округа, часть Горноуральского городского округа, часть Ленинского района города Нижний Тагил

##### Партийные списки (только первый кандидат)
- Единая Россия: Кушнарев Алексей Владиславович
- ЛДПР: Микрюков Никита Александрович
- КПРФ: Журавлева Людмила Анатольевна
- Справедливая Россия: Муринович Андрей Анатольевич
- Правое дело: Власов Андрей Александрович

##### Кандидаты в одномандатном округе
- Раёв Валерий Юрьевич (самовыдвижение)
- Журавлева Людмила Анатольевна (КПРФ)
- Труфанов Валерий Поликарпович (самовыдвижение)
- Муринович Андрей Анатольевич (Справедливая Россия)
- Кушнарев Алексей Владиславович (Единая Россия)
- Лазарев Сергей Михайлович (ЛДПР)

Выдвинуты, но не прошли процедуру регистрации:
- Русских Елена Анатольевна (самовыдвижение) — выбыла в связи с непредоставлением документов
- Черноусова Ольга Анатольевна (самовыдвижение) — выбыла в связи с непредоставлением документов

#### Первоуральский одномандатный избирательный округ № 22
Территории: городской округ Первоуральск, городской округ Староуткинск

##### Партийные списки (только первый кандидат)
- Единая Россия: Гришпун Ефим Моисеевич
- ЛДПР: Целовальникова Анна Юрьевна
- КПРФ: Ярин Вячеслав Юрьевич
- Справедливая Россия: Чертищев Вадим Геннадьевич
- Правое дело: Павлова Светлана Александровна

##### Кандидаты в одномандатном округе
- Боковец Владимир Антонович (КПРФ)
- Ковпак Лев Игоревич (Единая Россия)
- Соколова Марина Ивановна (самовыдвижение)
- Власов Михаил Иванович (Справедливая Россия)
- Панасенко Александр Владимирович (ЛДПР)

Выдвинуты, но не прошли процедуру регистрации:
- Соколова Марина Александровна (самовыдвижение) — отказ в регистрации (недостаточное количество подписей)
- Дрыгин Константин Дмитриевич (самовыдвижение) — отказ в регистрации (недостаточное количество подписей)

#### Ревдинский одномандатный избирательный округ № 23
Территории: Полевской городской округ, городской округ Ревда, часть Нижнесергинского муниципального района

##### Партийные списки (только первый кандидат)
- Единая Россия: Зуев Михаил Васильевич
- ЛДПР: Ларин Антон Михайлович
- КПРФ: Решетько Алексей Александрович
- Справедливая Россия: Селюк Денис Петрович
- Правое дело: Байков Сергей Александрович

##### Кандидаты в одномандатном округе
- Серебренников Александр Васильевич (Единая Россия)
- Решетько Алексей Александрович (КПРФ)
- Труфанов Юрий Михайлович (ЛДПР)
- Колмогоров Виктор Александрович (Справедливая Россия)

Выдвинуты, но не прошли процедуру регистрации:
- Солотин Дмитрий Николаевич (самовыдвижение) — отказ в регистрации (недостаточное количество подписей)

#### Серовский одномандатный избирательный округ № 24
Территории: Серовский городской округ, Нижнетуринский городской округ, Новолялинский городской округ, городской округ Верхотурский, Сосьвинский городской округ, Гаринский городской округ

##### Партийные списки (только первый кандидат)
- Единая Россия: Анисимов Владимир Федорович
- ЛДПР: Коптелов Артём Олегович
- КПРФ: Зыков Александр Васильевич
- Справедливая Россия: Жуков Дмитрий Геннадьевич
- Правое дело: Третьяков Александр Михайлович

##### Кандидаты в одномандатном округе
- Семеновых Сергей Михайлович (самовыдвижение)
- Паслер Денис Владимирович (Единая Россия)
- Зыков Александр Васильевич (КПРФ)
- Шадрин Сергей Алексеевич (самовыдвижение)
- Жуков Дмитрий Геннадьевич (Справедливая Россия)
- Черня Владимир Цезариевич (ЛДПР)

Выдвинуты, но не прошли процедуру регистрации:
- Тимчук Андрей Иванович (самовыдвижение) — отказ в регистрации (недействительные и недостоверные подписи)

#### Сысертский одномандатный избирательный округ № 25
Территории: часть Чкаловского района города Екатеринбурга, Сысертский городской округ, Арамильский городской округ, городской округ Дегтярск, муниципальное образование «поселок Уральский»

##### Партийные списки (только первый кандидат)
- Единая Россия: Воронин Николай Андреевич
- ЛДПР: Банаев Юрий Александрович
- КПРФ: Серебренников Максим Павлович
- Справедливая Россия: Бакиров Сергей Ринатович
- Правое дело: Блюм Дмитрий Валентинович

##### Кандидаты в одномандатном округе
- Серебренников Максим Павлович (КПРФ)
- Косинцев Александр Петрович (Единая Россия)
- Бакиров Сергей Ринатович (Справедливая Россия)
- Ефимов Константин Юрьевич (ЛДПР)

Выдвинуты, но не прошли процедуру регистрации:
- Федоров Александр Александрович (самовыдвижение) — выбыл по личному заявлению